# Anisorrhina soror
Anisorrhina soror är en skalbaggsart som beskrevs av Ernst Gustav Kraatz 1891. Anisorrhina soror ingår i släktet Anisorrhina och familjen Cetoniidae. Utöver nominatformen finns också underarten A. s. holmi.